# Варваровский мост
Варваровский мост (укр. Варварівський міст), официально Южнобугский мост (Південнобузький міст) — разводной мост через реку Южный Буг, построенный на так называемой Варваровской мели. Соединяет Варваровку и остальную часть Николаева.

## История

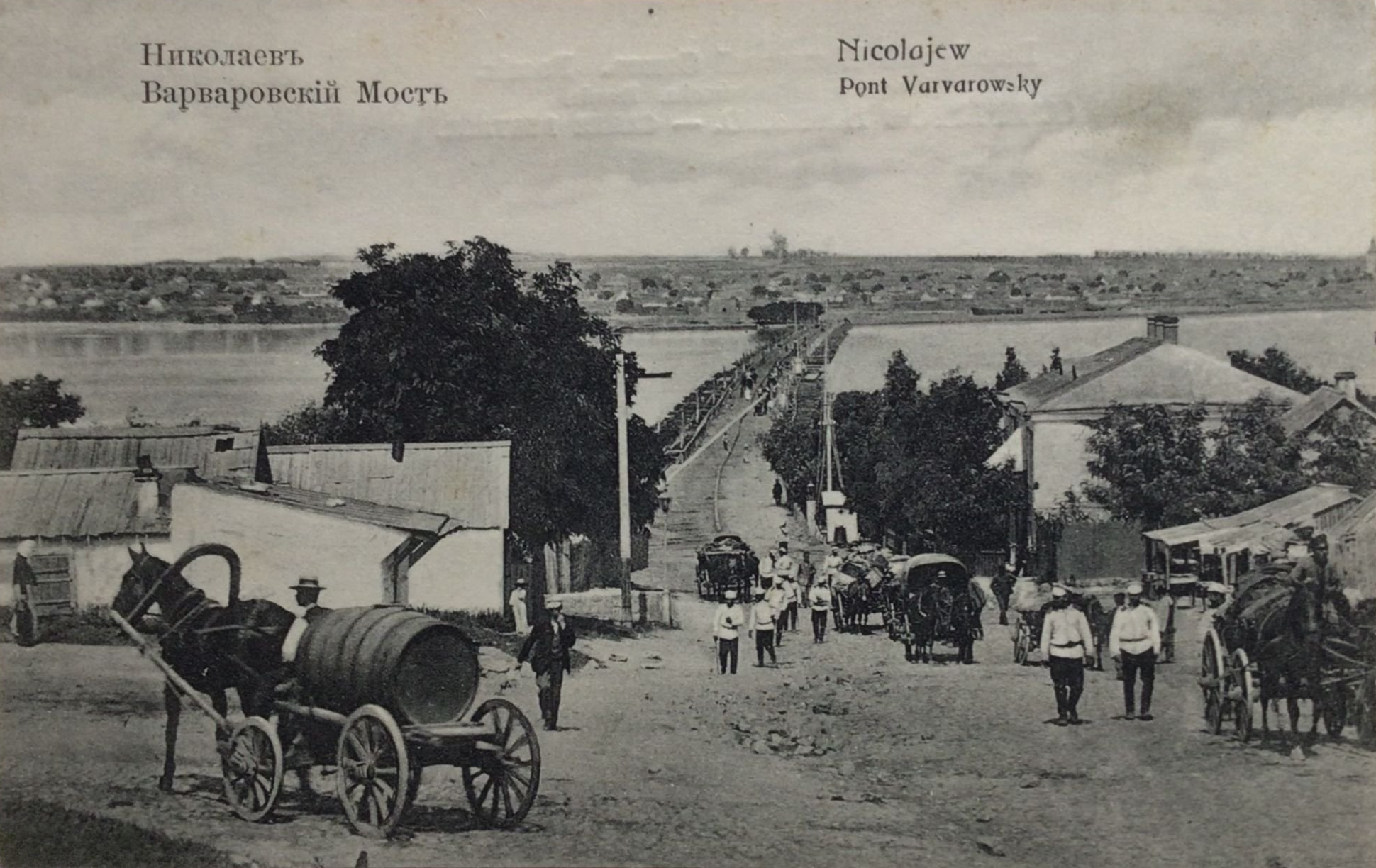
Открытка «Мостъ чрезъ рѣку Бугъ въ Николаевѣ».

Впервые наплавной мост через Южный Буг в Николаеве был построен в 1827 году. Данные о нём, по всей видимости, не сохранились. Взамен него в 1856 году был построен новый мост, просуществовавший до Великой Отечественной войны. Его наплавная часть состояла из еловых брёвен, по которым были уложены прогоны и настил. К берегам примыкали деревянные свайные эстакады. Со стороны левого берега мелкая часть реки пересыпалась земляной дамбой между каменными подпорными стенками. Уровень проезда не превышал одного метра над водой. Наплавная часть моста крепилась цепями сечением от 22 до 50 миллиметров к якорям. Длина моста составляла около 1 километра, ширина проезжей части — 6,25 метра.
После войны мост был восстановлен в прежнем виде и по той же оси. По мосту осуществлялось одностороннее движение с ограничением веса экипажей до 8 тонн и скорости до 5 км/час. Для пропуска речного и морского судоходства ежедневно производилось до 5 разводов продолжительностью до 1 часа. В зимние месяцы, почти ежегодно, мост разрушался штормами и льдом, что прекращало движение на неделю и более
В 1957 году строительство нового моста было поручено Мостопоезду № 444 треста Мостострой № 1 (сейчас это «Мостоотряд № 73» — одно из подразделений ОАО «Мостобуд») под руководством лауреата Ленинской премии Льва Георгиевича Карели. Автор проекта — главный инженер института «Киевгипротранс» Андрей Ананьевич Карпачев. В сооружении Варваровского моста приняли участие работники Черноморского судостроительного завода, завода подъёмно-транспортного оборудования, завода ЖБИ и других николаевских предприятий.
18 июля 1964 года было открыто движение по мосту, а 27 августа он был сдан Государственной комиссии.
В 1991 году с июля по октябрь производилась замена металлоконструкций ортотропной плиты разводного пролета и асфальтобетонного покрытия.
В 2001—2004 гг. проводились работы по ремонту проезжей части моста.
В 2008 году проектный институт «Киевсоюзшляхпроект» опубликовал заключение, в котором обоснована необходимость срочного ремонта моста и расписаны те действия, которые необходимо осуществить по его реконструкции. Из-за отсутствия финансирования ремонт до сих пор не выполнен.
В 2018 году планируется закрытие моста на ремонт, сроком в 9 месяцев с полным перекрытием трафика. Адекватной альтернативы ему для жизни города пока не предоставлено.

## Уникальность
Впервые в СССР успешно освоено изготовление цельноперевозимых железобетонных балок с криволинейным размещением преднапряженных пучков, пролётом 65,4 м. Вес балок 375 т. Балки изготовлены на стендах, на берегу. Впервые применена инвентарная металлическая опалубка. С помощью фермоподъёмников балки поднимались на плавучие опоры и доставлялись в пролёт.
Впервые в практике отечественного мостостроения вибропогружением опускались наклонные сваи оболочки. Секции длиной до 6 м изготавливались методом центрифугирования и укрупнялись сразу на полную длину при помощи монолитных железобетонных стыков (вместо ранее применявшихся фланцевых металлических стыков на болтах). Погружение свай полной длины с применением оригинального способа подмыва дало возможность вести работы без перерыва на их стыкование и удлинение в грунте. Сведены к минимуму водолазные работы.
Строительство моста через реку Южный Буг включено в список объектов показательного строительства Минтрансстроя СССР. Опыт строительства учитывался при строительстве крупнейшего на то время в Европе моста через реку Волгу у Саратова и на строительстве моста Метро в Киеве.

## Конструкция
Длина моста через Южный Буг — 750,7 м. Общая протяжённость вместе с насыпной частью составляет около 2 км. Схема: 18,4 + 2×27,6 + 4×65,4 + разводная часть 128,7 + 4×65,4 м.
Разводное пролётное строение длиной 2×64,35 = 128,73 м (единственная в стране горизонтальная разводка, поворотом на 90° на центральной опоре). Ширина моста — 15,7 м, проезжая часть — 10,5 м, два тротуара по 2,11 м в свету. 
Пролётные строения:
- 65,4 м — состоит из 4 преднапряжённых железобетонных балок. Высота на опоре — 3,4 м, в пролёте — 3,25 м. Толщина плиты — 18 см. Расход бетона М450 составляет 0,65 м³/м², арматуры 84 кг/м² (в том числе высокопрочной проволоки 54,5 кг/м²).
- 18 и 27,4 м — монолитные железобетонные (на сплошных подмостях).
- разводной пролет — металл 5,22 тысячи тонн, железобетонная преднапряженная плита проезда.

Опоры монолитные железобетонные. В нижней цокольной части в массивной гранитной облицовке. Фундаменты — высокие свайные ростверки русловых опор на 12—17 сваях-оболочках Ø 1,16 м длиной от 24,7 до 32,8 м. Всего было погружено 138 сваи, из них 117 штук с наклоном 4:1 (остальные практически вертикальные — уклон 10:1), 46 штук с камуфлетным уширением (на четырёх опорах).
Мост рассчитан на временную нагрузку Н-18 и НК-80 по ноН-106-53 и толпу на тротуарах 500 кг/м².